# Re delle Ombre
Il Re delle Ombre (Shadow King) è un personaggio dei fumetti Marvel. Creato da Chris Claremont (testi) e John Byrne (testi e disegni), apparve per la prima volta con il nome di Amahl Farouk su Uncanny X-Men n. 117 (gennaio 1979) e con il titolo di Re delle Ombre su Uncanny X-Men n. 226 (agosto 1990).

## Biografia del personaggio

### Origini
Il Re delle Ombre è in realtà un'entità composta da pura energia psichica che si manifesta sul piano astrale ed ha bisogno di un corpo ospite da occupare per manifestarsi sul piano fisico. Già durante gli anni quaranta, lo si è visto operare in società con il Barone Struker ed i nazisti per fare in modo che occupando il corpo del re d'Inghilterra potesse assumere il comando della potenza inglese e schierarla a fianco dei tedeschi.

### Possessioni
Anni dopo riapparve in Egitto, nella città del Cairo, sotto le sembianze del signore del crimine Amahl Farouk, capo di una banda di ladri, fra i quali una piccola Tempesta. In uno dei tanti mercati della città incontrò il telepate Charles Xavier, e come risultato dello scontro fra i due, il corpo di Farouk venne distrutto. Dopodiché, il Re prese possesso del corpo della Nuova Mutante Karma, soccorsa sia dalla sua squadra che da Tempesta, la ragazza fu in grado di scacciare il parassita dal proprio corpo e relegarlo una volta ancora sul piano astrale.

### Prigionia e fuga
Fuggito dal suo luogo di confino, s'impadronì del corpo dell'agente dell'FBI Jacob Reisz e diede la caccia a Tempesta fino a quando questa non si rifugiò sull'isola Muir, dove il Re dovette scontrarsi nuovamente con Charles Xavier e venire sconfitto ancora una volta. Sotto l'aspetto di Ananasi riapparve più tardi in Africa, minacciando la tribù di Tempesta, per venire poi sconfitto e relegato definitivamente, così sembrava, sul piano astrale grazie al sacrificio della telepatia di Psylocke. Dopo la morte della donna, il Re tentò di trasformare Rogue nella sua Regina, sfruttando la capacità di entrare all'interno dei sogni altrui. Tuttavia la sua impresa fallì, grazie proprio alle doti della defunta Betsy che Rogue richiamò alla memoria per sconfiggere il malvagio. Dopo la resurrezione di Psylocke ad opera del fratello Jamie, il Re riuscì a fuggire dal piano astrale e, a causa della alterazione della realtà ad opera di Scarlet, si spostò infine in un universo alternativo.

## Altre versioni

### Ultimate
La versione Ultimate del Re delle Ombre è rappresentata come il leader della setta di ladri per la quale sia Tempesta che Lady Deathstrike appartenevano. Suo ex amore, il Re divenne per errore vittima di uno dei fulmini che Tempesta evocò per sfuggirgli e come risultato la sua mente venne inviata in un'altra dimensione dove assunse il titolo di Re delle Ombre.

### Era di Apocalisse
Nella realtà alternativa dell'Era di Apocalisse, il Re delle Ombre è uno dei servitori del malvagio Apocalisse. Imprigionato all'interno di una bottiglia, veniva utilizzato per schiavizzare i telepati ribelli. Grazie ad una di queste possessioni, riuscì a distruggere il paradiso segreto, denominato Avalon, nascosto all'interno della Terra Selvaggia. Fu infine sconfitto da Nightcrawler, Mystica ed altri mutanti.

## Altri media

### Televisione
Il Re delle Ombre apparve sia nella serie animata dedicata agli X-Men degli anni novanta, che nella nuovissima Wolverine e gli X-Men trasmessa su Rai Gulp. Da notare che nella serie del 1992 alla sua prima apparizione il suo nome viene tradotto in Re dell'Ombra, mentre alla sua successiva comparsa viene mantenuto l'originale Shadow King.

In entrambe queste versioni il Re delle Ombre non è un'entità immateriale, ma lo spirito di Farouk, esiliato da Xavier nel piano astrale.
Nella serie televisiva Legion, nell'episodio 7, si viene a scoprire che il parassita mentale del figlio di Xavier è proprio "Shadow King", anche chiamato Amahl Farouk.

### Videogiochi
Il Re delle Ombre è uno dei tre principali boss del videogioco X-Men Legends.